# Nini Souto
Maria Nini Araújo Souto (Macaíba, 11 de março de 1939 ― São Paulo do Potengi, 1 de fevereiro de 2024) foi uma professora e política brasileira. Destacou-se como a única mulher a exercer o cargo de prefeita de São Paulo do Potengi, de 31 de janeiro de 1973 a 30 de janeiro de 1977. Após sua gestão, atuou como secretária de Educação do município entre 1977 e 1983. Anos depois, foi eleita vereadora para o mandato de 2001 a 2004, tornando-se em 2003 a primeira mulher a presidir a Câmara de Vereadores.

## Biografia
Maria Nini de Macedo, nascida em 11 de março de 1939, no sítio Curicaca, situado na então vila de São Paulo do Potengi, no município de Macaíba, estado do Rio Grande do Norte, foi a primogênita do casal Antônio Francisco de Araújo e Maria de Lourdes Rocha de Araújo. A sua família ainda conta com seus irmãos Francisco, nascido em 1941, Maria Nericivan, nascida em 1951, Francisca Maria, nascida em 1954, e Paulo Expedito, que, sendo adotado ainda em tenra idade, tornou-se parte integrante da família, nascendo em 1971.
O casamento de Nini, ocorrido em 29 de dezembro de 1961, aos seus vinte e dois anos, com Gileno Pereira Souto, foi uma celebração conduzida pelo pároco Expedito Sobral de Medeiros. Dessa união, nasceram três frutos: Gileno Júnior, nascido em 25 de dezembro de 1962, Eugênio Pacelli, que veio ao mundo em 9 de fevereiro de 1964; e uma criança do sexo masculino, que, lamentavelmente, nasceu sem vida em 16 de janeiro de 1966. Após esse doloroso acontecimento, o casal Souto tomou a decisão de expandir sua família através da adoção legal de Maria Edileusa, nascida em 2 de janeiro de 1968.

## Vida política

### Prefeita (1973-1977)
A incursão de Nini Souto na política, ao concorrer à Prefeitura de São Paulo do Potengi nas eleições municipais de 1972, destaca-se como um capítulo significativo em sua trajetória. Enfrentando oposição do prefeito Antônio de Oliveira Azevedo, que apoiava o candidato João Marques de Araújo, e também do governo estadual representado por Cortez Pereira, Nini decidiu representar sua comunidade nas eleições. A eleição de 15 de novembro de 1972 marcou um capítulo histórico para São Paulo do Potengi, e Nini Souto emergiu como a vitoriosa, conquistando 1.508 votos, o que representou 51,64% dos votos válidos. A expressiva vitória foi alcançada pelo MDB, consolidando seu papel como representante da comunidade local.
Ao lado do vice-prefeito Francisco Dias Lopes, conhecido como Chico Dias, Nini iniciou um novo capítulo em sua jornada política. A posse oficial ocorreu em 31 de janeiro de 1973, em uma sessão solene conduzida pelo Presidente da Câmara Municipal, vereador José Cassimiro Sobrinho. Esse momento foi histórico, pois Maria Nini tornou-se a 13.ª prefeita de São Paulo do Potengi, marcando a sua própria trajetória e sendo pioneira como a primeira mulher a assumir esse cargo na cidade, sendo até os dias atuais, a única a ocupar o cargo.
Nini também investiu na área esportiva, desenvolvendo o projeto dos Jogos Estudantis. A construção do Hospital Regional, com a contribuição da prefeitura, foi uma iniciativa significativa que visava atender às necessidades de saúde. A inauguração do Hospital Regional de São Paulo do Potengi em 1º de novembro de 1974, com a presença do governador Cortez Pereira, destaca-se como um marco importante na oferta de serviços de saúde para a região.
A instalação da Agência do Banco do Brasil em São Paulo do Potengi representa um marco significativo para o desenvolvimento do município e da região. Essa conquista atendeu a uma solicitação da prefeitura e teve um impacto transformador na dinâmica econômica local. Além disso, ao tornar São Paulo do Potengi um município Polo na Região Potengi, essa instalação fortaleceu a posição da cidade como centro econômico e comercial para os municípios circunvizinhos.
A criação da Semana da Cultura foi uma iniciativa histórica de Nini em valorizar e promover as expressões culturais de São Paulo do Potengi.

### Secretária de Educação (1977-1983)
Após seu mandato como prefeita de São Paulo do Potengi, Nini Souto assumiu o cargo de Secretária de Educação no governo do prefeito José Gomes Sobrinho, exercendo essa função durante um período de seis anos, de 31 de janeiro de 1973 a 31 de janeiro de 1983.

### Vereadora e presidente da Câmara (2001-2004)
Em 2000, Nini mais uma vez volta a arena política ao se candidatar a vereadora pelo PSB. Conquistou o quarto lugar nas eleições, recebendo o apoio de 508 eleitores, o que representou 6,43% dos votos válidos. Essa votação a garantiu uma cadeira na Câmara Municipal para a legislatura que compreendeu o período de 1 de janeiro de 2001 a 31 de dezembro de 2004. Marcou a história política local ao assumir a presidência da Câmara Municipal de São Paulo do Potengi em 2003 como a primeira mulher a ocupar o cargo, consolidando sua trajetória como uma figura relevante na política municipal.

### Desempenho em eleições
| Ano  | Eleição                           | Cargo         | Partido | Coligação                                                 | Titular/Vice                   | Votos para Nini | Votos para Nini | Votos para Nini | Votos para Nini | Resultado  |
| Ano  | Eleição                           | Cargo         | Partido | Coligação                                                 | Titular/Vice                   | Turno           | Votos           | %               | Posição         | Resultado  |
| ---- | --------------------------------- | ------------- | ------- | --------------------------------------------------------- | ------------------------------ | --------------- | --------------- | --------------- | --------------- | ---------- |
| 1972 | Municipal de São Paulo do Potengi | Prefeita      | MDB     | —                                                         | Vice: Francisco Dias (MDB)     | Único           | 1 508           | 51,64           | 1ª              | Eleita     |
| 1982 | Municipal de São Paulo do Potengi | Prefeita      | PMDB    | —                                                         | Vice: Paulo Tarcísio (PMDB)    | Único           | 2 256           | 45,14           | 2ª              | Não Eleita |
| 1988 | Municipal de São Paulo do Potengi | Prefeita      | PMDB    | —                                                         | Vice: Francisco Dias (PMDB)    | Único           | 3 040           | 42,98           | 2ª              | Não Eleita |
| 1992 | Municipal de São Paulo do Potengi | Vice-prefeita | PMDB    | União do Povo (PDS / PMDB / PDT)                          | Titular: Francisca Brito (PDS) | Único           | 3 611           | 48,25           | 2ª              | Não Eleita |
| 2000 | Municipal de São Paulo do Potengi | Vereadora     | PSB     | Renovação e Cidadania (PSB / PSDB / PC do B / PRTB / PFL) | —                              | Único           | 508             | 6,43            | 4ª              | Eleita     |

## Morte
Faleceu no Hospital Regional Monsenhor Expedito, em São Paulo do Potengi, no dia 1º de fevereiro de 2024, aos 84 anos. Está sepultada no Cemitério Público Parque da Paz, em São Paulo do Potengi.

## Homenagem
Uma proposta do deputado estadual Gustavo Carvalho foi de introduzir o nome de Nini Souto na RN-120, aprovada em plenário no dia 18 de dezembro de 2024. O projeto foi sancionado pela governadora Fátima Bezerra em 31 de janeiro de 2025, tornando-a oficialmente Rodovia Nini Souto.